# اییاما
اییاما (انگلیسی: Iiyama) شرکت سخت‌افزار ژاپنی است، که در سال ۱۹۷۲ تأسیس شد.